# Copa CECAFA 1976
La Copa CECAFA de 1976 fue la cuarta edición del campeonato regional del África del Este.
Todos los partidos se jugaron en Stone Town del 6 de noviembre hasta el 14 de noviembre.

## Información
- Esta vez, los 7 países inscritos en la CECAFA sí participaron en el torneo.

## Grupo A
| Equipo   | Pts | Pld | W | D | L | GF | GA | GD |
| -------- | --- | --- | - | - | - | -- | -- | -- |
| Zambia   | 6   | 3   | 3 | 0 | 0 | 10 | 4  | +6 |
| Uganda   | 4   | 3   | 2 | 0 | 1 | 5  | 3  | +2 |
| Zanzíbar | 2   | 3   | 1 | 0 | 2 | 1  | 4  | -3 |
| Somalia  | 0   | 3   | 0 | 0 | 3 | 2  | 7  | -5 |

| 6 de noviembre de 1976 | Zanzíbar | 0:3 | Zambia | Estadio Amaan, Stone Town |  |

| 6 de noviembre de 1976 | Uganda | 2:0 | Somalia | Estadio Amaan, Stone Town |  |

| 8 de noviembre de 1976 | Zanzíbar | 0:1 | Uganda | Estadio Amaan, Stone Town |  |

| 8 de noviembre de 1976 | Zambia | 4:2 | Somalia | Estadio Amaan, Stone Town |  |

| 10 de noviembre de 1976 | Somalia | 0:1 | Zanzíbar | Estadio Amaan, Stone Town |  |

| 10 de noviembre de 1976 | Uganda | 2:3 | Zambia | Estadio Amaan, Stone Town |  |

## Grupo B
| Equipo   | Pts | Pld | W | D | L | GF | GA | GD |
| -------- | --- | --- | - | - | - | -- | -- | -- |
| Malaui   | 2   | 2   | 0 | 2 | 0 | 3  | 3  | 0  |
| Kenia    | 2   | 2   | 0 | 2 | 0 | 3  | 3  | 0  |
| Tanzania | 2   | 2   | 0 | 2 | 0 | 2  | 2  | 0  |

| 6 de noviembre de 1976 | Kenia | 1:1 | Tanzania | Estadio Amaan, Stone Town |  |

| 3 de noviembre de 1976 | Tanzania | 1:1 | Malawi | Estadio Amaan, Stone Town |  |

| 10 de noviembre de 1976 | Malawi | 2:2 | Kenia | Estadio Amaan, Stone Town |  |

## Semifinales
| 12 de noviembre de 1976 | Malawi | 1:2 | Uganda | Estadio Amaan, Stone Town |  |

| 12 de noviembre de 1976 | Zambia | 2:0 | Kenia | Estadio Aaman, Stone Town |  |

## Final
| 14 de noviembre de 1976 | Uganda | 2:0 | Zambia | Estadio Amaan, Stone Town |  |

| Uganda         |
| Campeón Uganda |
| Segundo título |